# Stictochironomus flavicingulus
Stictochironomus flavicingulus är en tvåvingeart som först beskrevs av Walker 1848.  Stictochironomus flavicingulus ingår i släktet Stictochironomus och familjen fjädermyggor. Inga underarter finns listade i Catalogue of Life.